# Base antarctique Teniente Arturo Parodi Alister
La base Teniente Arturo Parodi Alister est une base de recherche antarctique chilienne située dans le territoire antarctique chilien revendiqué. Elle a été inaugurée le 7 décembre 1999 et était située à environ 1 km du camp de base de Patriot Hills, exploité par la société privée américaine Adventure Network International (renommé depuis Antarctic Logistics & Expeditions LLC), ainsi qu'un aérodrome de glace bleue. Après le transfert sur le glacier de l'union (en) des opérations de l'entreprise en novembre 2010, la base a été désarmée et transférée sur le glacier fin 2013. Elle était exploitée de novembre à décembre tous les deux ans par l'armée de l'air du Chili avec une population de 25 personnes, mais pouvait assurer le maintien en vie de 40 personnes.